# Coliadinae

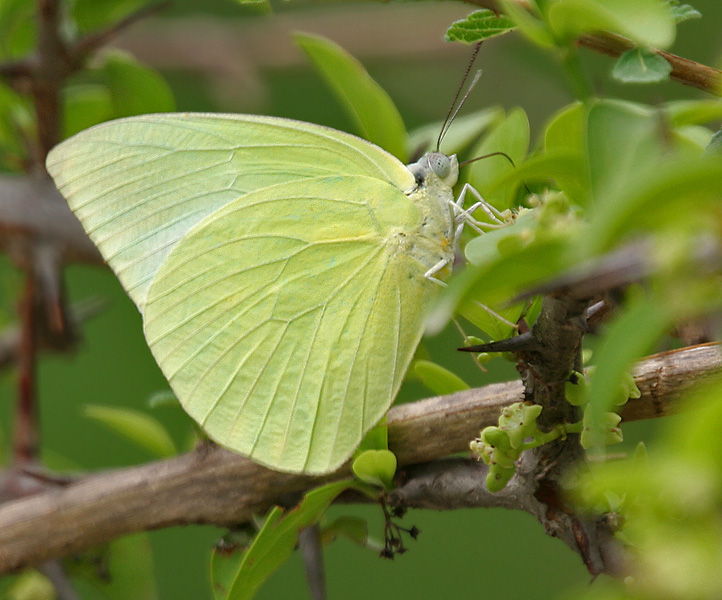
Common Emigrant Catopsilia pomona in Keesara, Rangareddy district, Andhra Pradesh, India.

'Coliadinae, hay sulfurs, sulphurs, hay yellows, là một phân họ bướm ngày với khoảng 300 loài đã được miêu tả.
Có 36 loài ở Bắc Mỹ, phân bố từ México đến miền bắc Canada. Con đực của hầu hết các loài đều khác con cái, bao gồm, (ví dụ, trong các chi Colias và Gonepteryx) phản xạ tia UV thì con cái không có.

## Phân loại
Coliadinae có thể được xếp thành 3 tông truyền thống và một basal, có một chi chưa phân loại. Sự phân loại - bao gồm các loài đặc trưng - được xếp ở đây theo chuỗi phát sinh loài giả định, từ các nhánh cổ nhất đến các nhánh hiện đại nhất:
Basal lineage
- Kricogonia Reakirt, 1863
- Nathalis Boisduval, [1836]

Euremini
- Terias Swainson, 1821
- Pyrisitia Butler, 1870
- Abaeis Hübner, [1819]
- Eurema Hübner, [1819] – grass yellows
- Leucidia Doubleday, [1847]
- Teriocolias Roeber 1909

Goniopterygini
- Dercas Doubleday, [1847] – sulphurs
- Gonepteryx Leach, [1815] – brimstones

Coliadini
- Catopsilia Hübner, [1819] – emigrants
- Colias Fabricius, 1807 – clouded yellows
- Zerene Hübner, [1819]
  - Zerene eurydice – California Dogface Butterfly
- Anteos Hübner, [1819] – angled-sulphurs
- Aphrissa Butler, 1873
- Phoebis Hübner, [1819]
  - Phoebis sennae – Cloudless Sulphur
  - Phoebis avellaneda – Red-splashed Sulphur
- Prestonia Schaus, 1920
  - Prestonia clarki Schaus, 1920
- Rhabdodryas Godman & Salvin, [1889]
  - Rhabdodryas trite (Linnaeus, 1758)

Incertae sedis
- Gandaca Moore, [1906]
  - Gandaca harina (Horsfield, [1829]) – Tree Yellow

## Hình ảnh

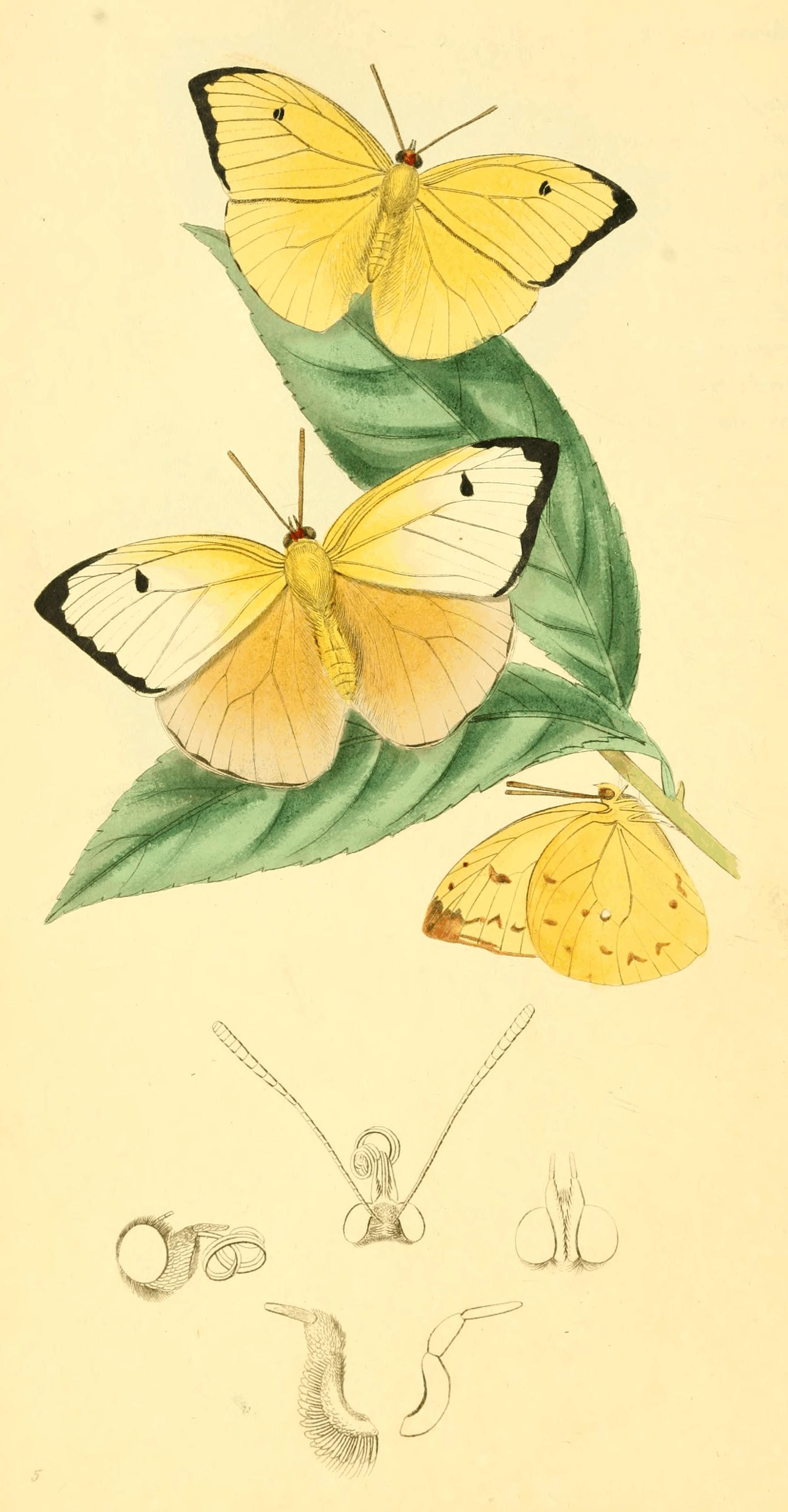
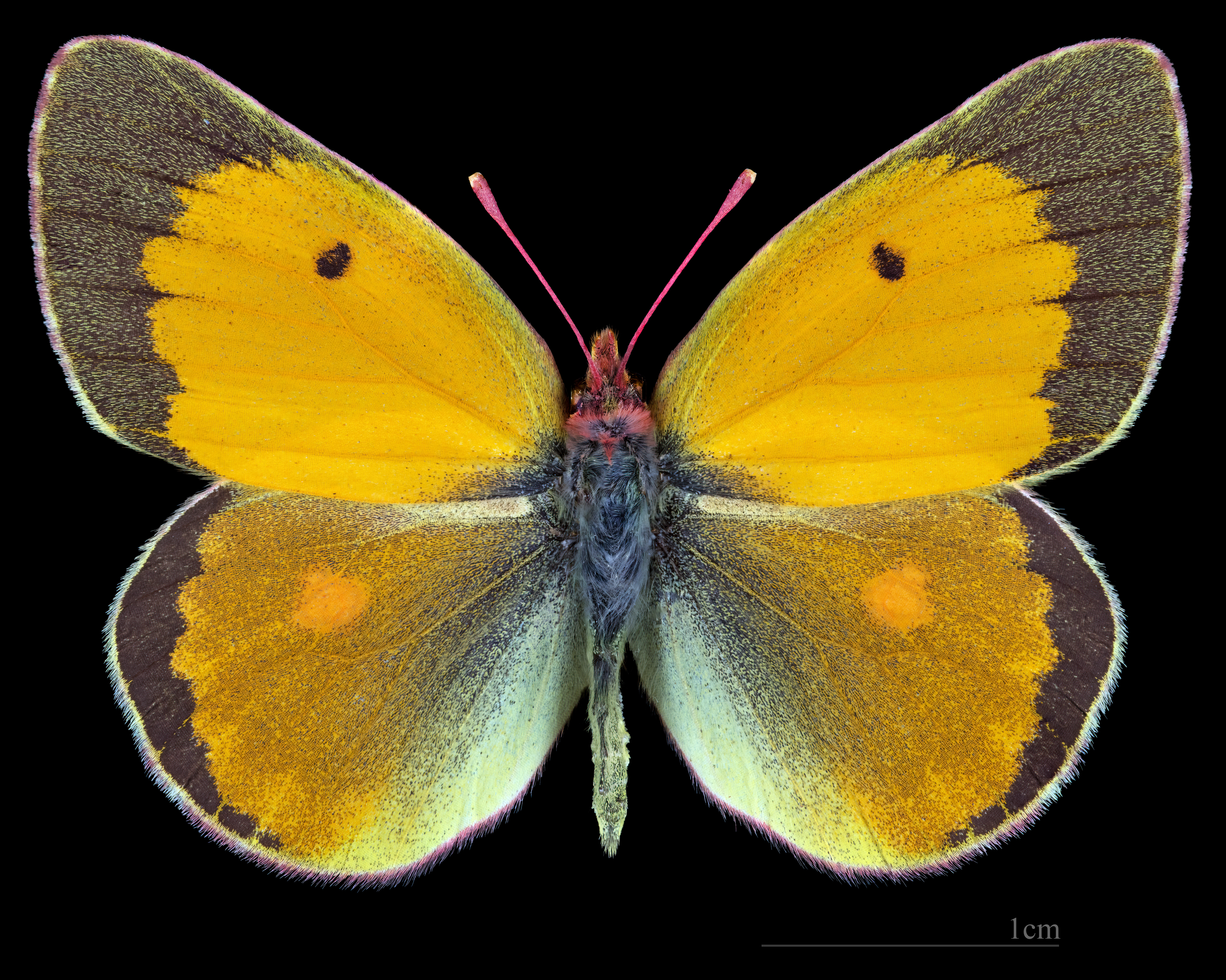
Colias myrmidone
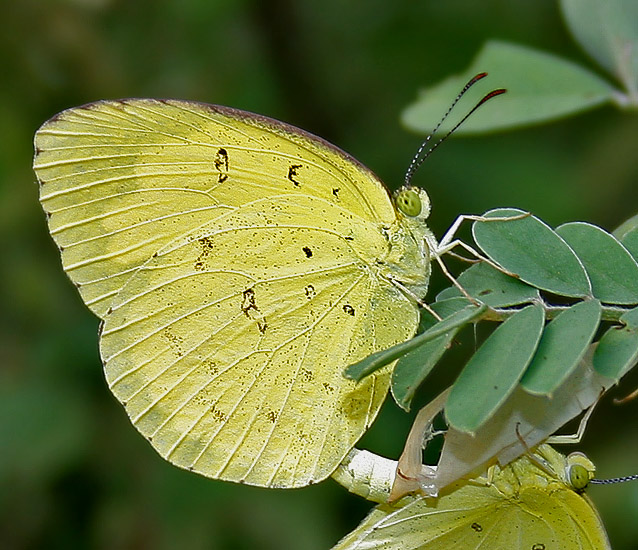
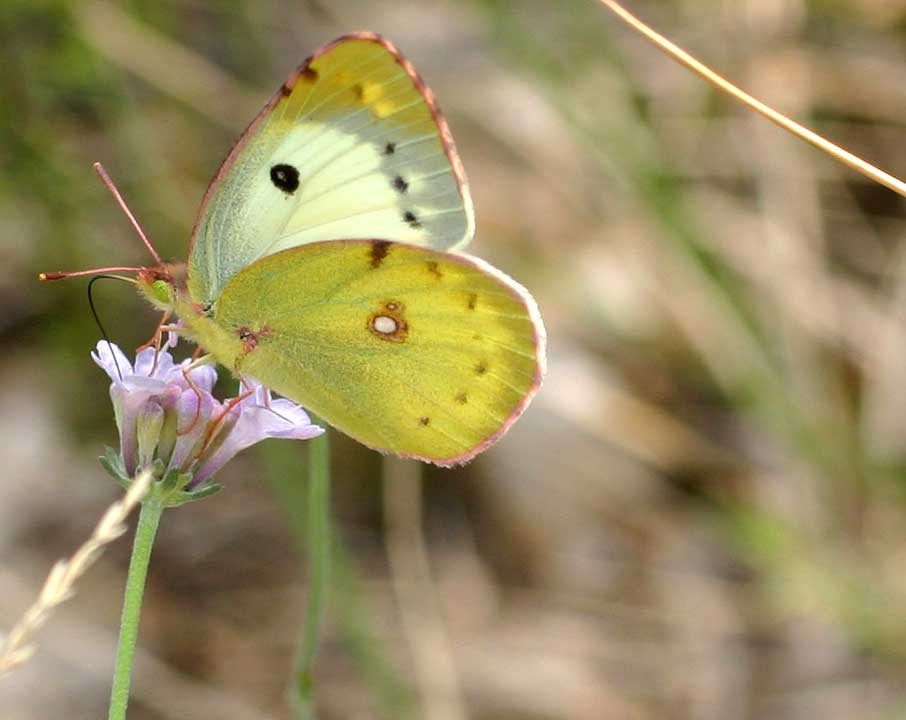
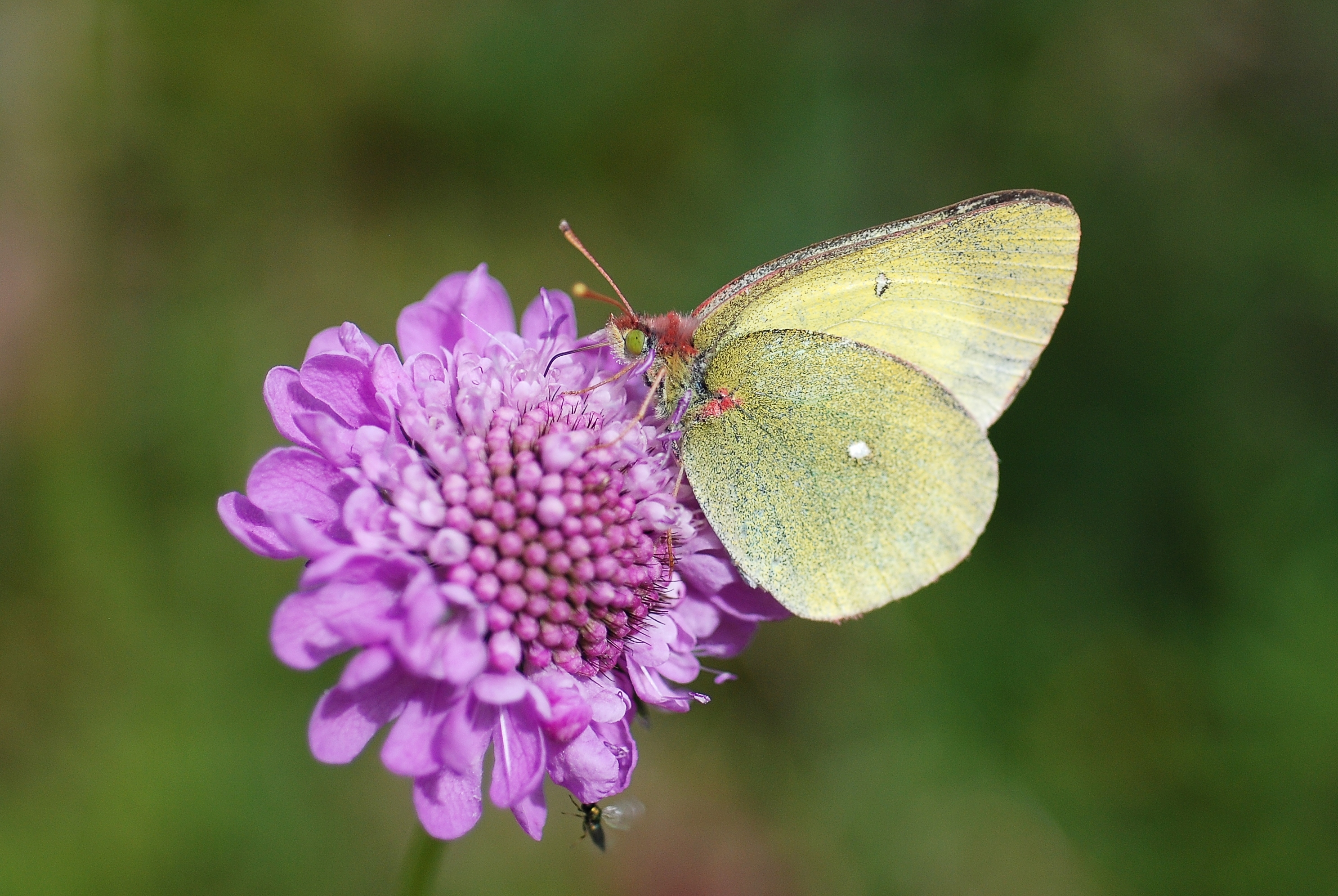
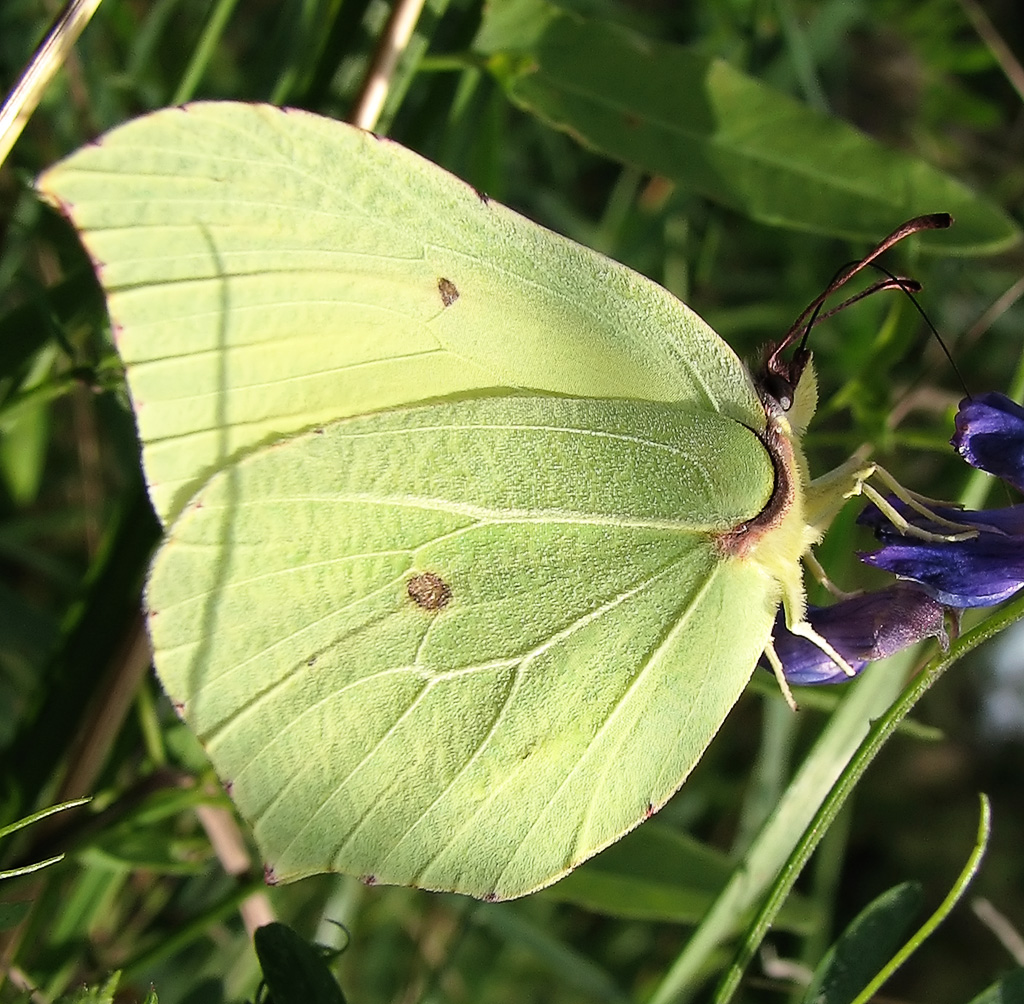